# قلنسوي جزري
قلنسوي جزري (الاسم العلمي:Mycena insularis) هو نوع من الفطريات يتبع جنس القلنسوي من فصيلة القلنسوية.